# Dying to Try
Dying To Try песма је ирског певача Брендана Марија са којом ће представљати Ирску на Песми Евровизије 2017. у Кијеву.